# Mykhaïlo Pavlyk
Mykhaïlo Pavlyk (en ukrainien : Михайло Іванович Павлик), né le 17 septembre 1853 à Monastyrske, près de Kossiv, en royaume de Galicie et de Lodomérie, et décédé le 26 janvier 1915 à Lemberg, était une figure socialiste de Galicie, il fut membre à part entière de la Société scientifique Chevtchenko à partir de 1900.

## Jeunesse
Mykhaïlo Pavlyk et Ivan Franko devinrent de proche amis au cours de leurs études à l'université de Lemberg. Tous deux participèrent de 1874 à 1877 à l'animation d'un cercle universitaire nommé Druh. Ce cercle au départ russophile devint ukrainophile. Sous l'influence de  Mykhaïlo Drahomanov les deux jeunes socialistes devinrent, en s'intéressant notamment au journal en langue polonaise Praca, ukrainophiles. Grâce à ses écrits Mykhaïlo Pavlyk devint le plus important défenseur des idées de Mykhaïlo Drahomanov. Cette prise de position l'exposa à des persécutions et à l'ostracisme. Jugé au tribunal près de 30 fois, il fut emprisonné à plusieurs reprises de 1877 à 1882 puis de 1885 à 1886 et en 1889.

## Ses engagements politiques
C'est en 1876 qu'il joua un rôle clé dans le cercle académique en  changeant son orientation russophile en orientation ukrainophile. Mykhaïlo Pavlyk créa par ailleurs, de manière officieuse, une société ethnographique à Lemberg. Il s'impliqua dans la contrebande de la littérature ukrainienne qui était alors proscrite dans l'Empire russe. Avec Ivan Franko, il édita en 1878 les revues socialistes Hromads'kyi Druh, miscellanies Dzvin et Molot. Celles-ci révoltèrent le public conservateur de Galicie et furent confisquées par la police. Ces publications décrivirent notamment les méfaits du mariage forcé, du système clérical et du russophilisme.
En 1879, Mykhaïlo Pavlyk s'enfuit à Genève, où il travailla avec Mykhaïlo Drahomanov et Serhii Podolynsky pour le journal Hromada. Il évita ainsi une période d'emprisonnement de six mois après avoir écrit Rebenshchukova Tetiana. En 1882, il retourna à Lemberg et purgea sa peine. De 1887 à 1888, il vécut à Cracovie en travaillant dans la bibliothèque de l'écrivain polonais Józef Kraszewski. De retour à Lviv en 1889, il devint rédacteur en chef de la Bat'kivshchyna, mais en raison de divergences politiques, il fut contraint d'en démissionner.
Mykhaïlo Pavlyk et Ivan Franko fondèrent le Parti radical ukrainien (URP) en 1890 et éditèrent  ses journaux comme Narod à Kolomyia de 1890 à 1895 et Khliborob de 1891 à 1895. Mykhaïlo Pavlyk revint à Lviv, où de 1897 à 1904 il travailla comme premier bibliothécaire de la Société scientifique Chevtchenko et fut à la tête de l'URP de 1898 à 1914. Il publia son journal intitulé Hromads'kyi holos de 1898 à 1903. En 1914, il fut élu vice-président du Conseil suprême d'Ukraine : il s'agit d'un organe politique ayant réuni le Parti démocratique national, le Parti radical ukrainien et le Parti ouvrier social-démocrate ukrainien. Mykhaïlo Pavlyk servit brièvement comme rédacteur en chef pour le journal Dilo.

## Legs
Mykhaïlo Pavlyk consacra l'essentiel de son temps à l'édition de périodiques, de livres et de journaux politiques. La plupart de ses articles et critiques parurent dans Narod et Hromads'kyi holos. Fervent défenseur de la séparation de l'église et de l'État, il prôna l'égalité sexuelle et des citoyens. Mykhaïlo Pavlyk condamna la domination polonaise en Galicie, l'exploitation qu'engendre le capitalisme et les idées, selon lui, réactionnaires des russophiles et du clergé de Galicie. Mykhaïlo Pavlyk critiqua fermement les marxistes orthodoxes, en particulier leurs vues sur les questions nationales.
Il traduit en ukrainien de nombreuses œuvres comme celle d'Ouspensky, de Nikolaï Leskov et de Tolstoi. En 1896, Mykhaïlo Pavlyk édita et publia un recueil sur Mykhaïlo Drahomanov et édita des publications de sa propre correspondance avec ce dernier. Il compila par ailleurs une bibliographie des écrits d'Ivan Franko en 1898.
Un livre commémorant ses 30 ans d'activité parut en 1905 et de nombreuses œuvres sur lui furent publiées en 1986 par la bibliothèque scientifique de Lviv et l'Académie des sciences d'Ukraine.

## Liens
- Notices dans des dictionnaires ou encyclopédies généralistes :   - Internetowa encyklopedia PWN
  - Österreichisches Biographisches Lexikon 1815–1950
  - Polski Słownik Biograficzny
- Notices d'autorité :   - VIAF
  - ISNI
  - LCCN
  - GND
  - Pologne
  - NUKAT
  - Tchéquie
  - WorldCat